# منوشهر جليلوف
منوشهر نصر اللهييفيتش جليلوف (طاجيكية: Манучеҳр Ҷалилов، روسية: Манучехр Насруллоевич Джалилов؛ مواليد 27 سبتمبر 1990) هو لاعب كرة قدم محترف طاجيكي روسي المولد يجيد اللعب كلاعب وسط لصالح نادي استقلال دوشنبه و‌المنتخب الوطني الطاجيكي.

## روابط خارجية
- منوشهر جليلوف على موقع الاتحاد الدولي (مؤرشف)  (الإنجليزية)
- منوشهر جليلوف على موقع قاعدة بيانات كرة القدم.إي يو (الإنجليزية)
- منوشهر جليلوف على موقع ناشيونال فوتبول تيمز (الإنجليزية)
- منوشهر جليلوف على موقع Soccerway.com (الإنجليزية)
- منوشهر جليلوف على موقع عالم كرة القدم.نت (الإنجليزية)